# Turneul celor Patru Trambuline 2023-2024
Turneul celor Patru Trambuline 2023-2024 a fost un turneu de sărituri cu schiurile masculin programat să aibă loc în cele patru locuri tradiționale: Oberstdorf, Garmisch-Partenkirchen, Innsbruck și Bischofshofen situate în Germania și Austria, în perioada 28 decembrie 2023 și 6 ianuarie 2024, fiind cea de a 72-a ediție a acestuia.

## Rezultate

### Oberstdorf
HS 137 Arena Oberstdorf, Germania

29 decembrie 2023
| Loc | Nume              | Naționalitate | Săritura 1 (m) | Runda 1 (puncte) | Săritura 2 (m) | Runda 2 (puncte) | Total puncte |
| --- | ----------------- | ------------- | -------------- | ---------------- | -------------- | ---------------- | ------------ |
| 1   | Andreas Wellinger | Germania      | 139,5          | 161,3            | 128,0          | 148,0            | 309,3        |
| 2   | Ryōyū Kobayashi   | Japonia       | 134,5          | 156,5            | 129,0          | 149,8            | 306,3        |
| 3   | Stefan Kraft      | Austria       | 132,5          | 155,7            | 125,0          | 143,2            | 298,9        |
| 4   | Lovro Kos         | Slovenia      | 123,0          | 135,6            | 139,5          | 154,1            | 289,7        |
| 5   | Marius Lindvik    | Norvegia      | 132,0          | 143,2            | 127,0          | 142,9            | 286,1        |
| 6   | Philipp Raimund   | Germania      | 128,5          | 137,6            | 135,0          | 148,4            | 286,0        |
| 7   | Karl Geiger       | Germania      | 133,5          | 148,7            | 122,5          | 136,7            | 285,4        |
| 8   | Jan Hörl          | Austria       | 123,5          | 138,9            | 127,5          | 146,2            | 285,1        |
| 9   | Peter Prevc       | Slovenia      | 124,5          | 128,1            | 138,0          | 153,9            | 282,0        |
| 10  | Michael Hayböck   | Austria       | 131,5          | 143,7            | 129,0          | 137,7            | 281,4        |

### Garmisch-Partenkirchen
HS142 Große Olympiaschanze, Germania

1 ianuarie 2024 
| Loc | Nume              | Naționalitate | Săritura 1 (m) | Runda 1 (puncte) | Săritura 2 (m) | Runda 2 (puncte) | Total puncte |
| --- | ----------------- | ------------- | -------------- | ---------------- | -------------- | ---------------- | ------------ |
| 1   | Andreas Wellinger | Germania      | 139,5          | 161,3            | 128,0          | 148,0            | 309,3        |
| 2   | Ryōyū Kobayashi   | Japonia       | 134,5          | 156,5            | 129,0          | 149,8            | 306,3        |
| 3   | Stefan Kraft      | Austria       | 132,5          | 155,7            | 125,0          | 143,2            | 298,9        |
| 4   | Lovro Kos         | Slovenia      | 123,0          | 135,6            | 139,5          | 154,1            | 289,7        |
| 5   | Marius Lindvik    | Norvegia      | 132,0          | 143,2            | 127,0          | 142,9            | 286,1        |
| 6   | Philipp Raimund   | Germania      | 128,5          | 137,6            | 135,0          | 148,4            | 286,0        |
| 7   | Karl Geiger       | Germania      | 133,5          | 148,7            | 122,5          | 136,7            | 285,4        |
| 8   | Jan Hörl          | Austria       | 123,5          | 138,9            | 127,5          | 146,2            | 285,1        |
| 9   | Peter Prevc       | Slovenia      | 124,5          | 128,1            | 138,0          | 153,9            | 282,0        |
| 10  | Michael Hayböck   | Austria       | 131.5          | 143.7            | 129.0          | 137.7            | 281.4        |

### Innsbruck
HS128 Bergiselschanze, Austria

3 ianuarie 2024 
| Loc | Nume              | Naționalitate | Săritura 1 (m) | Runda 1 (puncte) | Săritura 2 (m) | Runda 2 (puncte) | Total puncte |
| --- | ----------------- | ------------- | -------------- | ---------------- | -------------- | ---------------- | ------------ |
| 1   | Jan Hörl          | Austria       | 134,0          | 139,7            | 127,5          | 127,8            | 267,5        |
| 2   | Ryōyū Kobayashi   | Japonia       | 128,5          | 129,8            | 132,0          | 128,9            | 258,7        |
| 3   | Michael Hayböck   | Austria       | 131,0          | 127,1            | 135,5          | 126,9            | 254,0        |
| 4   | Lovro Kos         | Slovenia      | 135,0          | 129,8            | 129,5          | 123,4            | 253,2        |
| 5   | Andreas Wellinger | Germania      | 132,0          | 127,3            | 126,5          | 124,8            | 252,1        |
| 6   | Stefan Kraft      | Austria       | 123,0          | 119,9            | 131,0          | 128,4            | 248,3        |
| 7   | Anže Lanišek      | Slovenia      | 124,5          | 125,7            | 130,0          | 119,1            | 244,8        |
| 8   | Daniel Tschofenig | Austria       | 126,0          | 117,2            | 127,5          | 127,2            | 244,4        |
| 9   | Clemens Aigner    | Austria       | 127,5          | 118,9            | 130,5          | 123,5            | 242,4        |
| 10  | Timi Zajc         | Slovenia      | 123,5          | 119,0            | 125,5          | 116,7            | 235,7        |

### Bischofshofen
HS142 Paul-Ausserleitner-Schanze, Austria

6 ianuarie 2024
| Loc | Nume                  | Naționalitate | Săritura 1 (m) | Runda 1 (puncte) | Săritura 2 (m) | Runda 2 (puncte) | Total puncte |
| --- | --------------------- | ------------- | -------------- | ---------------- | -------------- | ---------------- | ------------ |
| 1   | Stefan Kraft          | Austria       | 136,5          | 142,9            | 140,0          | 146,0            | 288,9        |
| 2   | Ryōyū Kobayashi       | Japonia       | 137,0          | 144,1            | 139,0          | 143,5            | 287,6        |
| 3   | Anže Lanišek          | Slovenia      | 134,5          | 136,0            | 141,0          | 145,8            | 281,8        |
| 4   | Manuel Fettner        | Austria       | 134,5          | 134,8            | 135,0          | 136,6            | 271,4        |
| 5   | Andreas Wellinger     | Germania      | 132,0          | 129,9            | 137,0          | 138,0            | 267,9        |
| 6   | Clemens Aigner        | Austria       | 133,5          | 133,7            | 131,0          | 132,8            | 266,5        |
| 7   | Halvor Egner Granerud | Norvegia      | 132,0          | 133,1            | 133,0          | 132,3            | 265,4        |
| 8   | Pius Paschke          | Germania      | 129,0          | 125,3            | 133,5          | 137,0            | 262,3        |
| 9   | Peter Prevc           | Slovenia      | 131,0          | 129,7            | 135,0          | 132,1            | 261,8        |
| 10  | Jan Hörl              | Austria       | 126,5          | 115,5            | 137,5          | 144,0            | 259,5        |

## Clasament final
Clasamentul final după cele patru probe (în paranteză sunt trecute locurile ocupate de sportivi în fiecare din cele 4 concursuri):
| Loc | Nume              | Naționalitate | Oberstdorf | Garmisch- Partenkirchen | Innsbruck  | Bischofshofen | Total Puncte |
| --- | ----------------- | ------------- | ---------- | ----------------------- | ---------- | ------------- | ------------ |
| 1   | Ryōyū Kobayashi   | Japonia       | 306,3 (2)  | 292,6 (2)               | 258,7 (2)  | 287,6 (2)     | 1.145,2      |
| 2   | Andreas Wellinger | Germania      | 309,3 (1)  | 291,4 (3)               | 252,1 (5)  | 267,9 (5)     | 1,120,7      |
| 3   | Stefan Kraft      | Austria       | 298,9 (3)  | 276,6 (6)               | 248,3 (6)  | 288,9 (1)     | 1.112,7      |
| 4   | Jan Hörl          | Austria       | 285,1 (8)  | 281,4 (5)               | 267,5 (1)  | 259,5 (10)    | 1.093,5      |
| 5   | Anže Lanišek      | Slovenia      | 266,7 (18) | 295,8 (1)               | 244,8 (7)  | 281,8 (3)     | 1.089,1      |
| 6   | Michael Hayböck   | Austria       | 281,4 (10) | 273,6 (8)               | 254,0 (3)  | 257,9 (11)    | 1.066,9      |
| 7   | Lovro Kos         | Slovenia      | 289,7 (4)  | 262,2 (15)              | 253,2 (4)  | 238,7 (26)    | 1.043,8      |
| 8   | Clemens Aigner    | Austria       | 266,0 (19) | 267,5 (12)              | 242,4 (9)  | 266,5 (6)     | 1.042,4      |
| 9   | Marius Lindvik    | Norvegia      | 286,1 (5)  | 275,5 (7)               | 228,4 (15) | 239,4 (24)    | 1.029,4      |
| 10  | Timi Zajc         | Slovenia      | 278,4 (14) | 269,5 (11)              | 235,7 (10) | 242,4 (22)    | 1.026,0      |

## Legături externe
- de Site web oficial